# Ян-Рубан, Анна Михайловна
Анна Михайловна Ян-Рубан (1874 — 4 октября, 1955 Париж), — камерная певица (сопрано), скрипач, педагог, активный деятель культуры в русской эмиграции в Париже XX века.

## Биография
Родилась в семье старшего врача Тверской губернской земской больницы, Михаила Ильича Петрункевича, впоследствии видного общественного деятеля, депутата Первой Государственной думы. Её родная сестра Александра Михайловна Петрункевич — историк-медиевист.
Музыкальное образование получила в Ялте, затем училась в Германии у Э. Герстер и Л. Леман. Начала выступать в Москве под сценическим псевдонимом Ян-Рубан, в Кружке любителей русской музыки. Наибольшую известность приобрела выступая в ансамблях с мужем Владимиром Полем в музыкальных салонах Москвы, С.-Петербурга и Парижа. Исполняла вокальные произведения Георгия Катуара и Николая Метнера (первая исполнительница его романсов: «Песенка эльфов», «Роза», «Муза», «Могу ль забыть». Метнер посвятил певице романс: «Я пришел к тебе с приветом» (Ор. 24 № 8). Вместе с мужем увлекалась различными духовными течениями. Русско-советский композитор Николай Сизов писал: «Анна Михайловна — музыкант широкого кругозора, в прошлом скрипачка, с большим чувством стиля. В 1911—1912 гг. входила в глиеровский кружок по изучению книг Р. Штейнера».
Сергей Маковский писал об Анне Михайловне:

«Многосторонняя культурность была традиционной в семье Петрункевич, одной из самых замечательных семей русского дворянства; к этому присоединялось и необыкновенное личное обаяние Анны Михайловны, молодой красавицы с породистым профилем и гордо поднятой головкой в пышных темных косах». Маковский в своих воспоминаниях пишет, вместе с молодым музыкантом В. И. Полем они составляли непревзойденный дуэт. Многократно бывали они в Ясной Поляне и в Хамовниках у Льва Толстого. По словам Маковского «великий старец благоволил к молодой чете».

Об Анне Михайловне с большим теплом отзывался Феликс Юсупов: «Г-жа Ян-Рубан даже давала мне уроки пения и сама приходила к нам. Не знал я певицы с лучшей певческой дикцией. И никто с таким чувством не пел Шумана, Шуберта и Брамса».
В 1922 из Крыма эмигрировала вместе с мужем Владимиром Полем в Константинополь, затем жила в Германии. В 1923 в Берлине выступила на концерте Н. Метнера. С 1924 жила в Париже, где принимала активное участие в концертах Русского симфонического оркестра под управлением Л. Масловского.
Принимала участие в культурной жизни русской эмиграции в Париже. Участвовала в концертах Общества «Музыка», на вечерах песни А. Т. Гречанинова (1926), на Дне русской культуры в Париже (1929) и др. Первый парижский, сольный концерт состоялся в 1928 году в зале Chopin.
С 1930-х годов профессор оперного класса Русской консерватории в Париже (1930-е). С 1934 входила в административный совет (затем в правление) Российского музыкального общества за границей (РМОЗ). В 1950 году работала во Временном комитете по управлению консерваторией. Последние годы жила в Русском доме в Сент-Женевьев-де-Буа. После её смерти 12 октября 1955 на совместном заседании правлений Русской консерватории и РМОЗ была учреждена премия имени A.M. Ян-Рубан для бесплатного обучения в консерватории по классу пения.
Похоронена на кладбище Сент-Женевьев-де-Буа вместе с мужем Владимиром Полем.